# 倉沢みのり
倉沢 みのり（くらさわ みのり、1995年12月5日 - ）は、日本のアイドル。B.L.T.ガールズプロジェクト1期生。元クオリアム所属。

## プロフィール
- 趣味：ディズニー映画鑑賞
- 特技：体が柔らかい、寝る前のリンパマッサージ
- 好きなキャラ：ディズニー、あたしンち

## 書籍
- B.L.T.アイドルカレッジ1期生｢私たち進行形!｣（東京ニュース通信社）

## ディスコグラフィー

### CD
アルバム
- スーパー･アニメ･リミックス プレゼンツ テクノポップ（2009年6月17日、DREAMUSIC）

## 出演

### イベント
- ｢B.L.T.IDOL COLLEGE課外授業｣（2009年3月21日 - 、アソビットシティ）
- ｢GW2009 SPECIAL LIVE｣（2009年5月4日、デックス東京ビーチ3階特設会場）
- ｢アー･ユー･ハイパー･エクスペリエント?#1.5 Girls Wood Stock Vol:13｣（2009年6月13日、芝浦スタジオキューブ326）

### 舞台公演
- 東京俳優市場2008秋｢30minutes｣（2008年11月、港区南青山MANDALA）
- ｢シブヤＶＳアキバ 〜カノジョはボクの青い鳥〜｣（2009年7月31日 - 8月2日、恵比寿エコー劇場）

## 作品

### イメージDVD
1. りらっくす♪たいむ（2011年12月16日、スパイスビジュアル）